# Melt My Eyez See Your Future
 (décembre 2024).
La mise en forme du texte ne suit pas les recommandations de Wikipédia : il faut le « wikifier ».
Les points d'amélioration suivants sont les cas les plus fréquents. Le détail des points à revoir est peut-être précisé sur la page de discussion.
- Les titres sont pré-formatés par le logiciel. Ils ne sont ni en capitales, ni en gras.
- Le texte ne doit pas être écrit en capitales (les noms de famille non plus), ni en gras, ni en italique, ni en « petit »…
- Le gras n'est utilisé que pour surligner le titre de l'article dans l'introduction, une seule fois.
- L'italique est rarement utilisé : mots en langue étrangère, titres d'œuvres, noms de bateaux, etc.
- Les citations ne sont pas en italique mais en corps de texte normal. Elles sont entourées par des guillemets français : « et ».
- Les listes à puces sont à éviter, des paragraphes rédigés étant largement préférés. Les tableaux sont à réserver à la présentation de données structurées (résultats, etc.).
- Les appels de note de bas de page (petits chiffres en exposant, introduits par l'outil «  Source ») sont à placer entre la fin de phrase et le point final[comme ça].
- Les liens internes (vers d'autres articles de Wikipédia) sont à choisir avec parcimonie. Créez des liens vers des articles approfondissant le sujet. Les termes génériques sans rapport avec le sujet sont à éviter, ainsi que les répétitions de liens vers un même terme.
- Les liens externes sont à placer uniquement dans une section « Liens externes », à la fin de l'article. Ces liens sont à choisir avec parcimonie suivant les règles définies. Si un lien sert de source à l'article, son insertion dans le texte est à faire par les notes de bas de page.
- La présentation des références doit suivre les conventions bibliographiques. Il est recommandé d'utiliser les modèles {{Ouvrage}}, {{Chapitre}}, {{Article}}, {{Lien web}} et/ou {{Bibliographie}}. Le mode d'édition visuel peut mettre en forme automatiquement les références.
- Insérer une infobox (cadre d'informations à droite) n'est pas obligatoire pour parachever la mise en page.

Pour une aide détaillée, merci de consulter Aide:Wikification.
Si vous pensez que ces points ont été résolus, vous pouvez retirer ce bandeau et améliorer la mise en forme d'un autre article.
Melt My Eyez See Your Future est le cinquième album studio du rappeur américain Denzel Curry, sorti via PH et Loma Vista Recordings le 25 mars 2022. L'album comprend des collaborations avec Robert Glasper, Buzzy Lee, Saul Williams, Bridget Perez, T-Pain, 6lack, Rico Nasty, JID, Jasiah, 454 et Slowthai, ainsi qu'une production de Cardo, FnZ, Thundercat, JPEGMafia et Kenny Beats, entre autres. Il a été précédé par les singles « Walkin », « Zatoichi » et « Troubles ». L'album a reçu un accueil très favorable de la part des critiques, qui ont salué les capacités lyriques de Curry et la production de l'album.

## Contexte, promotion et sortie
Denzel Curry a commencé à envisager les thèmes de l'album en 2018 et a commencé à travailler dessus après l'achèvement de son album de 2019, Zuu. Dans une interview accordée à XXL en mai 2020, il a partagé son projet de se retirer de la musique après avoir sorti trois autres albums complets. Son premier EP collaboratif avec Kenny Beats, Unlocked, est sorti le 7 février 2020, suivi d'une version remixée de l'EP, intitulée Unlocked 1.5, le 5 mars 2021. Il a révélé le titre de l'album dans une interview de novembre 2021 avec Las Vegas Weekly. Melt My Eyez est une métaphore de la tendance des gens à éviter d'affronter les sujets difficiles dans la vie de tous les jours, tandis que See Your Future est une motivation pour avancer en laissant son passé derrière soi et en se concentrant sur ce qui reste à venir. Les thèmes de l'album ont également été inspirés par plusieurs œuvres classiques du cinéma, notamment la trilogie Dollars, The Mandalorian, Le Retour du Jedi, Sanjuro, Yojimbo, Les Sept Samouraïs et Ran.
On dit que c'est son œuvre la plus aboutie à ce jour. Il a parlé de se débarrasser de certains de ses anciens alter egos en faveur de l'acceptation de sa vraie personnalité et de ses sentiments à travers la musique : « Je n'essaie pas d'être Zeltron. Je n'essaie pas d'être Aquarius Killa. Je n'essaie pas d'être Raven Miyagi. Je n'essaie pas d'être l'une de ces personnalités ou l'une de ces personnes. Je suis Denzel. Je suis un être humain. J'ai des sentiments. » Il avait l'intention que l'album aille dans une direction entièrement différente de ses œuvres précédentes, l'appelant « la fin d'une époque » et disant aux fans qu'ils n'allaient plus « entendre le même type de Denzel ».
Curry a annoncé l'album le 5 janvier 2022, en partageant une bande-annonce teaser de style « occidental » sur sa chaîne YouTube officielle. La courte bande-annonce montre Curry marchant seul dans un désert pendant qu'un instrumental approprié joue, avant d'afficher une liste de personnes qui sont présentées ou ont travaillé sur l'album, parmi lesquelles : T-Pain, Rico Nasty, JID, Slowthai, Thundercat, Robert Glasper, Karriem Riggins et Dot da Genius. Le 24 janvier, le single « Walkin » est sorti, accompagné d'un clip tout aussi inspiré du western et de la science-fiction réalisé par Adrian Villagomez. Le même jour, Curry a annoncé une tournée nord-américaine et européenne avec des invités spéciaux Kenny Mason, Mike Dimes, Redveil et PlayThatBoiZay. Le 24 février, un autre single — « Zatoichi » avec Slowthai, intitulé d'après le personnage de fiction japonais — est sorti, également accompagné d'un clip vidéo réalisé par Villagomez. Le 18 mars, Curry a révélé que l'album devait sortir le 25 mars. Le 21 mars, un troisième single, « Troubles », avec T-Pain, est sorti, accompagné d'un clip vidéo mettant en vedette les deux. L'album est sorti le 25 mars 2022.

### Édition étendue
Le 1er juin 2022, un remix de « Walkin » avec Key Glock est sorti en tant que premier single de la version étendue de l'album. Le 30 septembre 2022, l'édition étendue est sortie avec 10 nouvelles chansons enregistrées par Curry et le Cold Blooded Soul Band, ainsi que deux chansons inédites : « Larger Than Life » et « Chrome Hearts » (avec Zacari ). L'album a été promu avec un concert en livestream : Melt My Eyez: Live From the Komodo City Cafe, le 29 septembre.

## Réception critique
Melt My Eyez See Your Future a été accueilli avec un large succès critique. Sur Metacritic, qui attribue une note normalisée sur 100 aux critiques de publications professionnelles, l'album a reçu une note moyenne de 85, basée sur huit critiques. Agrégateur AnyDecentMusic ? lui a attribué une note de 8,3 sur 10, sur la base de son évaluation du consensus critique.
Robin Murray de Clash a décrit l'album comme une « expérience à couper le souffle » et lui a attribué une note de neuf sur dix. Kyann-Sian Williams de NME lui a attribué cinq étoiles sur cinq, qualifiant Curry de « l'homme de la Renaissance du hip-hop du Sud » et louant sa capacité à « [fournir] un sens inestimable de découverte de soi alors qu'il explore ses innombrables facettes ». David Crone d'AllMusic a applaudi les « réflexions de Curry sur les méfaits passés [...] tandis que ses vers regorgent de jeux de mots astucieux ». Alisdair Grice de DIY a déclaré : « On a l'impression que l'album n'est pas figé dans le temps, mais qu'il le traverse et l'englobe ». Alex Nguyen de Beats Per Minute a apprécié l'album, déclarant : « Melt My Eyez See Your Future est une exploration profonde de l'état du monde et de Curry lui-même. Il travaille avec un ensemble diversifié de producteurs et de collaborateurs pour transformer son son et incorpore l'esthétique des westerns et des films de samouraïs qui les ont inspirés pour révéler ses sentiments intérieurs et sa personnalité ». Blaise Radley de Dork a déclaré : « Dans son ensemble, c'est le genre de déclaration artistique cohérente qu'il aspire à faire depuis des années ». En passant en revue l'album pour HipHopDX, Ben Brutocao a déclaré : « Ce n'est pas une déclaration de vérité ambitieuse mais lourde ( Ta13oo ), ni une lettre d'amour complète à son État d'origine ( Zuu ). C'est juste un album de rap, bien que très bon, et il montre à quel point Denzel Curry peut être dynamique et puissant lorsqu'il se libère du fardeau toxique de la perfection ».
Au revoir ! La critique Emma Wilkes a déclaré : « Bien que ce disque ne va pas attirer les puristes du rock hors de leurs antres, il a de plus grandes ambitions en tête, et le nombre de succès qu'il obtient dans ce domaine est stupéfiant. Pour tout artiste de tout genre, c'est le manuel de l'innovation ». Écrivant pour The Line of Best Fit, Steven Loftin a déclaré : « Une exploration de ses idées les plus folles et de ses pensées intérieures les plus concentrées, Melt My Eyez See Your Future se présente comme une démonstration cataclysmique de tout ce qu'il a appris et, plus important encore, il s'accepte lui-même ». Dans une critique positive, Steven Kearse ' Pitchfork a déclaré : « Sur Melt My Eyez See Your Future, Curry réorganise à nouveau son son, échangeant l'énergie vive contre l'introspection et la vulnérabilité. L'album manque de la vivacité de ses sorties précédentes, mais son concept offre un aperçu de l'esprit vagabond de Curry ».

### Listes de fin d'année
| Critique/Publication  | Liste                                            | Rang | Ref.   |
| --------------------- | ------------------------------------------------ | ---- | ------ |
| Battements par minute | Les 50 meilleurs albums ' BPM en 2022            | 26   | [ 26 ] |
| Complexe              | Les meilleurs albums de 2022                     | 10   | [ 27 ] |
| Conséquence           | Top 50 des albums de 2022                        | 43   | [ 28 ] |
| Au revoir !           | Les 50 meilleurs albums de 2022                  | 22   | [ 29 ] |
| The Line of Best Fit  | Les meilleurs albums de 2022 classés             | 18   | [ 30 ] |
| Fort et silencieux    | Albums forts et calmes de l'année 2022           | 35   | [ 31 ] |
| NME                   | Les 50 meilleurs albums de 2022                  | 22   | [ 32 ] |
| Okplayer              | Les 22 meilleurs albums de 2022 selon Okayplayer | 11   | [ 33 ] |
| PopMatters            | Les 80 meilleurs albums de 2022                  | 35   | [ 34 ] |
| La culture du spectre | Top 20 des albums de 2022                        | 14   | [ 35 ] |

## Performance commerciale
Melt My Eyez See Your Future a fait ses débuts à la 51e place du Billboard 200 américain, et à la 23e place du classement Top R&B/Hip-Hop Albums.

## Liste des pistes
| Melt My Eyez See Your Future standard edition | Melt My Eyez See Your Future standard edition                                                                            | Melt My Eyez See Your Future standard edition | Melt My Eyez See Your Future standard edition | Melt My Eyez See Your Future standard edition | Melt My Eyez See Your Future standard edition | Melt My Eyez See Your Future standard edition | Melt My Eyez See Your Future standard edition | Melt My Eyez See Your Future standard edition | Melt My Eyez See Your Future standard edition |
| No                                            | Titre | Durée                                         |                                               |                                               |                                               |                                               |                                               |                                               |                                               |
| --------------------------------------------- | --- | --------------------------------------------- | --------------------------------------------- | --------------------------------------------- | --------------------------------------------- | --------------------------------------------- | --------------------------------------------- | --------------------------------------------- | --------------------------------------------- |
| 1.                                            | "Melt Session #1" (feat Robert Glasper) (feat Robert Glasper)                                                            |                                               |                                               |                                               |                                               |                                               |                                               |                                               |                                               |
| 2.                                            | "Walkin" |                                               |                                               |                                               |                                               |                                               |                                               |                                               |                                               |
| 3.                                            | "Worst Comes to Worst"                                                                                                   |                                               |                                               |                                               |                                               |                                               |                                               |                                               |                                               |
| 4.                                            | "John Wayne" (feat Buzzy Lee) (feat Buzzy Lee)                                                                           |                                               |                                               |                                               |                                               |                                               |                                               |                                               |                                               |
| 5.                                            | "The Last" |                                               |                                               |                                               |                                               |                                               |                                               |                                               |                                               |
| 6.                                            | "Mental" (feat Saul Williams and Bridget Perez) (feat Saul Williams and Bridget Perez)                                   |                                               |                                               |                                               |                                               |                                               |                                               |                                               |                                               |
| 7.                                            | "Troubles" (feat T-Pain) (feat T-Pain)                                                                                   |                                               |                                               |                                               |                                               |                                               |                                               |                                               |                                               |
| 8.                                            | "Ain't No Way" (feat 6lack, Rico Nasty, JID, Jasiah and Kitty Cash) (feat 6lack, Rico Nasty, JID, Jasiah and Kitty Cash) |                                               |                                               |                                               |                                               |                                               |                                               |                                               |                                               |
| 9.                                            | "X-Wing" |                                               |                                               |                                               |                                               |                                               |                                               |                                               |                                               |
| 10.                                           | "Angelz" (feat Karriem Riggins) (feat Karriem Riggins)                                                                   |                                               |                                               |                                               |                                               |                                               |                                               |                                               |                                               |
| 11.                                           | "The Smell of Death" |                                               |                                               |                                               |                                               |                                               |                                               |                                               |                                               |
| 12.                                           | "Sanjuro" (feat 454) (feat 454)                                                                                          |                                               |                                               |                                               |                                               |                                               |                                               |                                               |                                               |
| 13.                                           | "Zatoichi" (feat Slowthai) (feat Slowthai)                                                                               |                                               |                                               |                                               |                                               |                                               |                                               |                                               |                                               |
| 14.                                           | "The Ills" |                                               |                                               |                                               |                                               |                                               |                                               |                                               |                                               |
| 45:10                                         | |                                               |                                               |                                               |                                               |                                               |                                               |                                               |                                               |

Exemples de crédits
- "Walkin" contient un échantillon de "The Loving Touch", écrit et interprété par Keith Mansfield.
- "Worst Comes to Worst" contient un échantillon de "Come Closer", écrit par Bappi Lahiri et Salma Agha, interprété par Salma Agha.
- "Angelz" contient un échantillon de "Nothing Left to Do", écrit par Mark Ellerbee et Linda Hargrove, interprété par After All.
- "Zatoichi" contient un échantillon de " Amen, Brother ", écrit par Richard Spencer, interprété par les Winstons.

## Personnel
- Denzel Curry – chant rap
- Chris Gehringer – mastering
- Nathan Burgess – mixage, ingénierie
- Robert Glasper – claviers (1), claviers supplémentaires (8)
- Bridget Perez – chœurs (2), voix supplémentaires (10, 13)
- Anna Wise – voix supplémentaires (3)
- A-Trak – échantillonneur (3, 14)
- Buzzy Lee – chant (4)
- Mickey de Grand IV – claviers supplémentaires (5)
- Sharina Castillo – voix supplémentaires (10)
- Thundercat – voix supplémentaires (11)
- Gaby Duran – voix supplémentaires (13)
- Shawn K – voix supplémentaires (13)

## Graphiques
| Graphique (2022)            | Culminer <br /> position |
| --------------------------- | ------------------------ |
| 12                          |                          |
| 62                          |                          |
| 38                          |                          |
| 100                         |                          |
| 48                          |                          |
| Albums lituaniens ( AGATA ) | 36                       |
| 17                          |                          |
| 7                           |                          |
| 73                          |                          |
| 30                          |                          |
| 13                          |                          |
| 1                           |                          |
| 17                          |                          |
| 11                          |                          |